# Gommegnies
Gommegnies é uma comuna francesa na região administrativa de Altos da França, no departamento do Norte. Estende-se por uma área de 15.78 km². Em 2010 a comuna tinha 2 348 habitantes (densidade: 148,8 hab./km²).